# كلوزية (فصيلة)
الكلوزية أو حاملات النقط (الاسم العلمي: Clusiaceae) هي فصيلة من النباتات تتبع رتبة الملبيغيات من طائفة ثنائيات الفلقة.

## التصنيف
- الكلوزياوات
  - الكلوزياوية
    - الكلوزية

  - الغرسنياوية
    - الغرسنية